# دریاچه آلبرت (استرالیای جنوبی)
دریاچه آلبرت (به انگلیسی: Lake Albert) دریاچهٔ آب شیرینی در نزدیکی دهانهٔ رود موری در استرالیای جنوبی است. آب این دریاچه از طریق آبی که از دریاچه الکساندرینا به آن جریان می‌یابد تأمین می‌شود. منینجی مهمترین شهری است که در کناره‌های این دریاچه واقع شده است.
نام دریاچهٔ آلبرت به افتخار پرنس آلبرت، همسر ملکه ویکتوریا انتخاب شده است. 

## مشکل کم‌آبی
از آنجا که هیچ منبع تغذیه‌کنندهٔ مهمی برای این دریاچه وجود ندارد و در عین حال میزان تبخیر آن نیز بالاست، آب دریاچهٔ آلبرت شورتر از دریاچه الکساندرینا شده است. در سال ۲۰۰۸ سطح آب هر دو دریاچه چنان پایین آمد که حجم عظیمی ار خاک‌های سولفات اسیدی شروع به شکل‌گرفتن نمود. همین موضوع سبب شد تا امکان آبگیری دریاچه با استفاده از آب دریا به‌منظور جلوگیری از اسیدی‌شدن آن مورد توجه قرار گیرد. در عین حال بر سر چگونگی استفادهٔ مشترک از باقیماندهٔ آب رو به کاهش دریاچه بین استرالیای جنوبی و ایالت‌های بالادست دریاچه تنش‌هایی به‌وجود آمد.

## پرندگان
دریاچهٔ آلبرت همراه با دریاچهٔ الکساندرینا بنا بر نظر سازمان محیط زیستی Birdlife International یکی از مناطق مهم پرندگان به شمار می‌رود زیرا که این دریاچه مرتباً میزبان پرندگان در معرض خطری همچون طوطی شکم‌نارنجی (در معرض خطر به طور بحرانی) و بوتیمار استرالیایی (در معرض خطر) و بیش از ۱٪ از جمعیت جهانی غازهای کیپ برن، باکلان بزرگ، آبچلیک تیزدم و تنجه استرالیایی است.